# Шемседінов Ірфан Гафарович
Шемседі́нов Ірфа́н Гафа́рович (19 жовтня 1919 , Євпаторія, Таврійська губернія  — 29 травня 2007 ) — український радянський архітектор, педагог кримськотатарського походження. Член Спілки архітекторів України (1949), професор (1987).

## Біографія і творчість
Народився 1919 року в кримськотатарській родині, батько був художником-педагогом, мати — вчителькою. Після закінчення в 1935 році Сімферопольської зразкової школи-інтернату № 13 поїхав вчитися в Москву, у 1937 році переїхав до Харкова, де вступив на навчання на архітектурний факультет Харківського інституту інженерів комунального будівництва. Вчителями були академік Олексій Бєкетов, професора Валентин Пушкарьов, Володимир Орєхов та ін. Уже в евакуації, у 1942 році, Ірфан Шемседінов з відзнакою закінчив інститут, потім по 1945 рік служив в лавах Військово-морського флоту, брав участь у бойових діях на Північному, а потім — на Чорноморському флоті. Війну закінчив у званні старшого інженер-лейтенанта.
Творчу роботу почав у 1945 році в новоствореному київському проєктному інституті «Діпросільбуд» на посадах архітектора, головного архітектора проєктів. Займався проєктуванням планування та забудови сіл та районних центрів Запорізької, Тернопільської, Хмельницької областей. У 1947 році брав участь в конкурсі з відновлення Хрещатика (у складі творчого колективу під керівництвом Олексія Тація).
З 1950 по 1993 рік викладав на архітектурному факультеті в Київському державному художньому інституті. Довгі роки працював разом із академіком Євгеном Катоніним. Пройшов шлях від викладача до професора, декана архітектурного факультету, керівника навчально-творчої майстерні кафедри архітектурного планування. У 1966 році отримав вчене звання доцента, у 1887 році — професора. Велика кількість його учнів стали лауреатами мистецьких премій, головними архітекторами міст, керівниками творчих майстерень і фірм, докторами наук, професорами, доцентами. В інституті від учнів-студентів отримав жартівливе прізвисько «Інфаркт Міокардович».
Крім педагогічної діяльності Ірфан Шемседінов брав участь у різноманітних конкурсах, зокрема у конкурсах 1952 року по проєктуванню станцій Московського (станція «Київська-радіальна») та Київського метрополітену (проєкт станції київського метро з чавунними колонами, 1-ша премія; проєкт станції київського метро з залізобетонними колонами, 1-ша премія). За проєктом Ірфана Шемседінова побудована станція «Вокзальна».
Є автором низки пам'ятників та меморіалів, присвяченим подіям Німецько-радянської війни. Так, у 1960–1970 роках їм створені обеліск «Місту-герою Севастополю»; меморіальний пам'ятник жертвам фашизму в с. Коло-Михайлівка біля Вінниці; пам'ятний знак 41-ї дивізії, що обороняла Київ у 1941 році, більше 40 пам'ятних знаків у селах України воїнам-односельцям, полеглим на фронтах Великої Вітчизняної війни, пам'ятники Миколі Стражеску та Власу Чубарю (демонтований у 2009 році) в Києві, погруддя Тараса Шевченка, встановлене на території Київського державного художнього інституту (скульптор Михайло Лисенко, архітектор Ірфан Шемседінов, різьбяр по каменю А. Клименко), ряд меморіальних дощок. Шемседінов — автор проєкту і переможець Міжнародного конкурсу (1994) щодо створення меморіального пам'ятника «Жертвам геноциду кримськотатарського народу 1783–1944 рр.». Пам'ятник планувалося встановити в Сімферополі. Проєкт досі не реалізований.
Ірфан Шемседінов був не тільки талановитим архітектором, але й гарним художником. У його доробку як художника — міські та ландшафтні пейзажі, натюрморти. З особливою теплотою він малював рідні кримські пейзажі, гори, море, старі, що дивом збереглися, кримсько-татарські будинки. У 1997 році музеєм кримськотатарського мистецтва в Сімферополі була організована персональна виставка акварелей І. Г. Шемседінова.

## Родина
Син — Гафар Шемседінов (1952—2008). З 1969 по 1975 навчався в Київському художньому інституті на факультеті архітектури. З 1980 по 1984 роки — в аспірантурі. У 1987 році захистив кандидатську дисертацію на тему «Архітектура будинків і споруд». У 1993 році він стає доцентом Київського національного університету будівництва і архітектури. У 2007 році йому було присвоєно звання професора. Вів активну наукову та виставкову діяльність.
Онука — Ельміра Шемседінова (нар. 1989) — українська художниця.

## Зображення

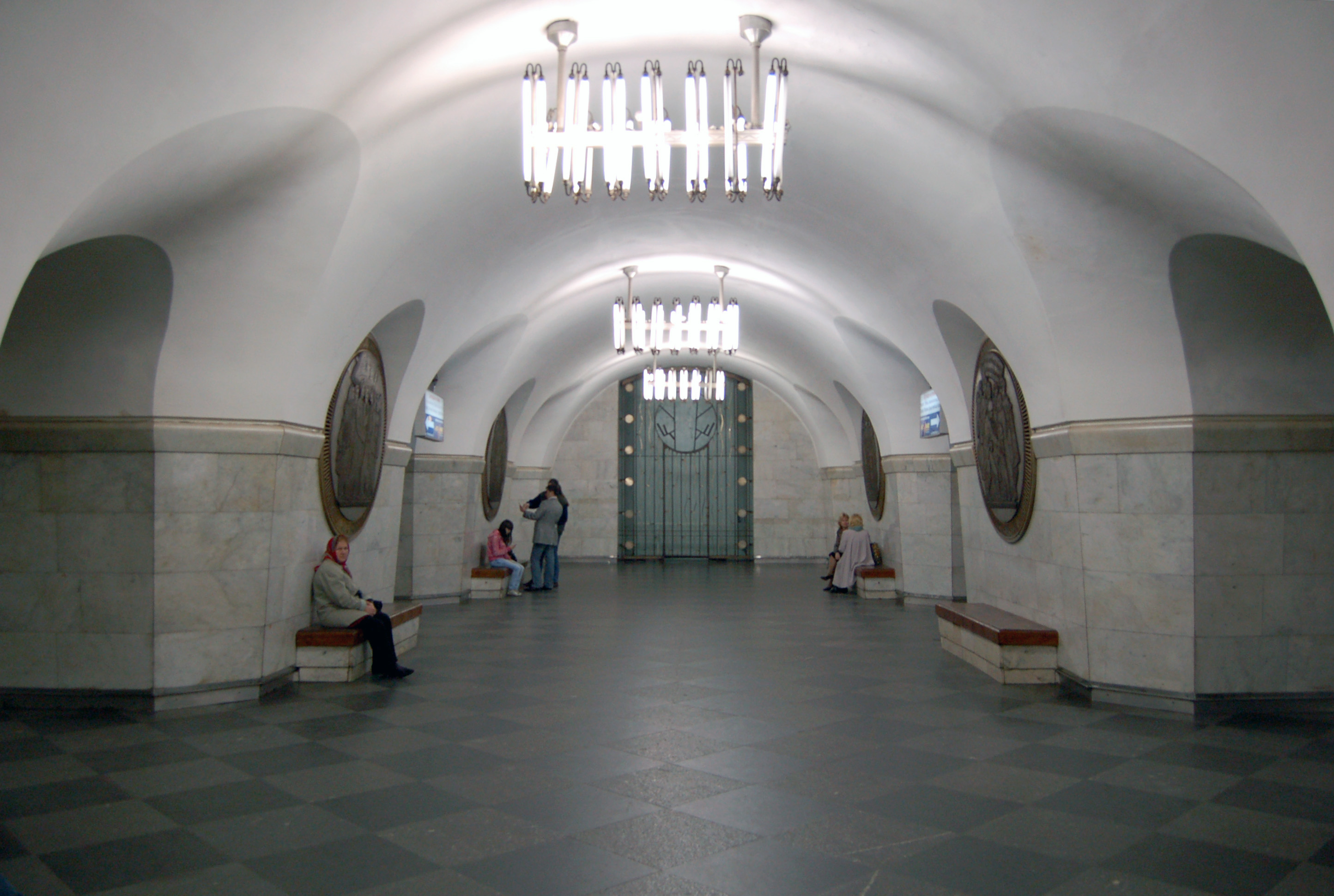
Станція метро «Вокзальна» (1960)
Пам'ятник Власу Чубарю (1970)
Пам'ятник Миколі Стражеску (1977)
Погруддя Тараса Шевченка на території НАОМА (1964)
Меморіальна дошка академіку О. І. Душечкіну (1983)
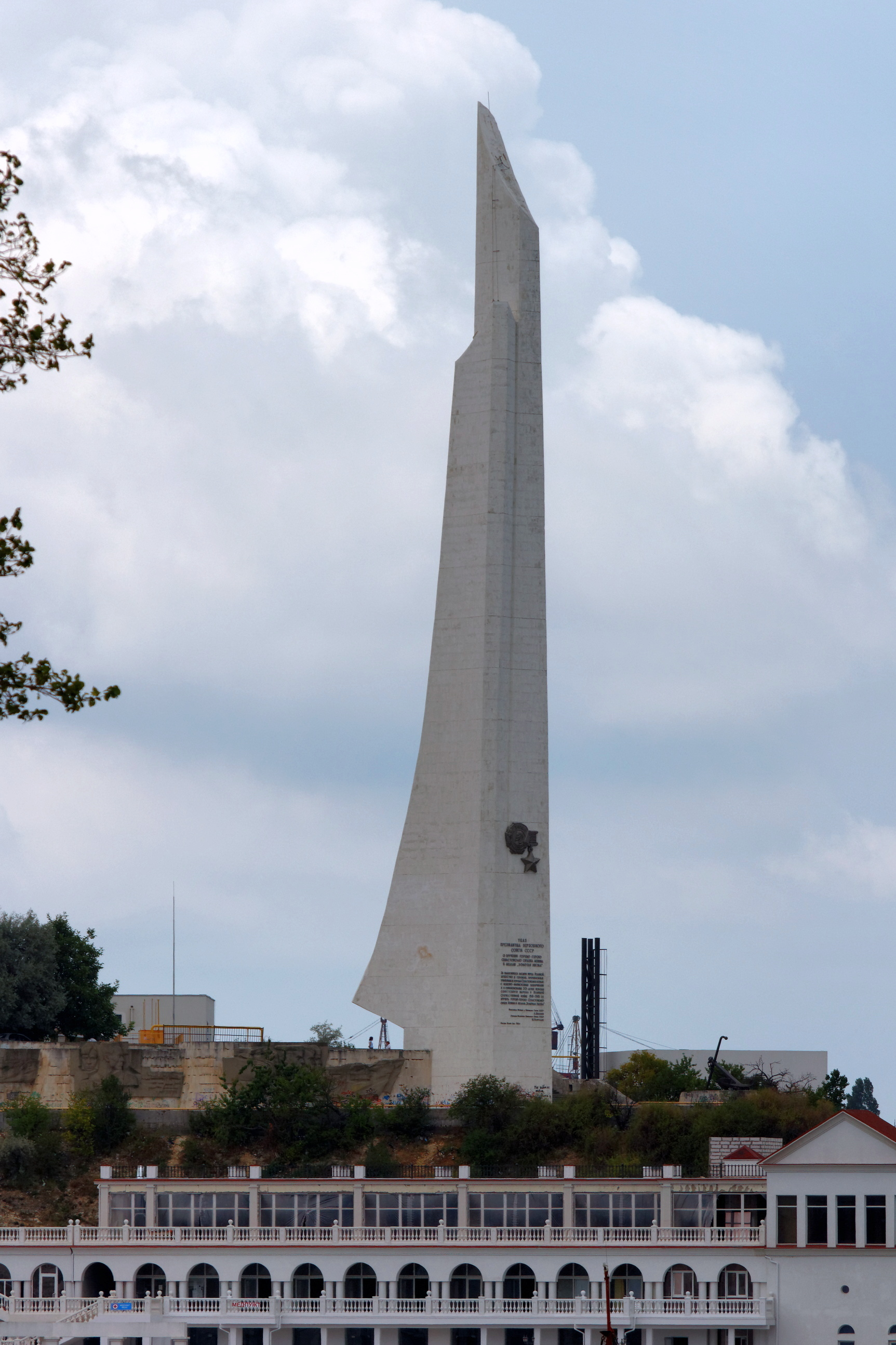
Обеліск «Місту-герою Севастополю» (1978)